# Kispatak (Herincse község)
Kispatak (ukránul: Поточок [Potocsok]) falu Ukrajnában, Kárpátalján, a Huszti járásban.

## Fekvése
Monostor északi szomszédjában, 289 méter tengerszint feletti magasságban fekvő település.

## Története
A magyar Kispatak elnevezést 1900-ban, a hivatalos helységnévrendezéskor kapta a falu.
2020-ig a Monostori Községi Tanácshoz tartozott.

## Népesség
A falucskának a 2001 évi népszámláláskor 876 lakosa volt.